# Molophilus kama
Molophilus kama là một loài ruồi trong họ Limoniidae. Chúng phân bố ở miền Australasia.